# La silla de plata
La silla de plata (título original en inglés: The Silver Chair) es una novela publicada por C. S. Lewis en 1953. Fue la cuarta novela escrita de la heptalogía Las Crónicas de Narnia. La silla de plata es el tercer libro sin los hermanos Pevensie. Esta vez, Aslan llama a Eustace de regreso a Narnia junto con su compañera de clases Jill Pole. Allí ellos obtienen cuatro señales para encontrar al príncipe Rilian que está perdido. Eustace, Jill y Charcosombrío (un Meneo de la Marisma o Renacuajo del Pantano) se enfrentan a muchos peligros antes de encontrar a Rilian y liberarlo del hechizo de la Dama de la Saya Verde. Ella es capaz de convertirse en serpiente, y es la asesina de la madre del príncipe y, por lo tanto, de la esposa del rey Caspian X. Además, Eustace se convirtió en un caballero honrado por Aslan.

## Historia
El libro narra el regreso de Eustace junto a su amiga Jill Pole a Narnia, a través de un viejo portón de su escuela.
El tiempo en Narnia, como se sabe desde otras sagas, no transcurre de la misma manera que en el mundo real, por lo que los niños llegan muchos años después de la aventura vivida en La travesía del Viajero del Alba. El rey Caspian ya es muy anciano y está buscando a su hijo, el príncipe Rilian, que se halla perdido en las tierras del norte de Narnia. Caspian X prohíbe la búsqueda de su hijo rotundamente, los niños, sin embargo, inician la búsqueda por cuenta propia, ayudados por el pesimista meneo de la marisma Charcosombrío. Así continúan rumbo a las tierras del norte; una vez allí atraviesan varias pruebas.
El príncipe Rilian se halla preso en las tierras del mundo interior habitado por los llamados "terrícolas", lugar donde la Bruja de la Saya Verde pretende usarlo para conquistar Narnia. Consiguen liberarlo gracias al juramento que hace el príncipe en nombre de Aslan y vuelven al reino de Caspian X, quien se encuentra en su lecho de muerte.
Eustace y Jill vuelven al mundo real. Sin embargo, habrá un retorno más a Narnia en La última batalla.

## Capítulos
1. Detrás del gimnasio
2. Una tarea para Jill
3. El rey se hace a la mar
4. Un parlamento de búhos
5. Charcosombrío
6. Los Páramos Salvajes del Norte
7. La colina de las Zanjas Asombrosas
8. La Casa de Harfang
9. Cómo descubrieron algo que valía la pena saber
10. Viaje sin sol
11. En el Castillo Sombrío
12. La reina de la Tierra Inferior
13. La Tierra Inferior sin la reina
14. El Fondo del Mundo
15. La desaparición de Jill
16. El fin de todas las penas

## Comentarios
Este libro guarda una semejanza con la parábola del sembrador, contada por Jesús en el Nuevo Testamento de la Biblia. Jill encuentra a Aslan apenas llega a Narnia, y él le traza unos objetivos que tienen que ser cumplidos durante su jornada, los cuales ella acaba por no cumplirlos por olvido, a excepción del último.
Hecho semejante ocurre en la vida de los cristianos, que guardan para sí varios objetivos a cumplir justamente por ser cristianos; mas por los sofocos de la vida diaria, acaban por incumplir u olvidar varios de estos.
En esta crónica aún podemos percibir cómo la Bruja de la Saya Verde domina al príncipe, tal como Satanás lo hace con las personas, al darles cargos de poder y de lujo para cegar el corazón de los hombres y también  puede convertirse en serpiente, una forma de representar a Satanás.

## Adaptación cinematográfica
En septiembre de 2013 se confirmó que The Mark Gordon Company producirá la cuarta película de Las Crónicas de Narnia, pero no será El sobrino del mago, sino La silla de plata, que es el cuarto libro en el orden de publicación, y el sexto en orden cronológico.
En abril de 2017 se informó que la distribución será hecha por TriStar Pictures y Entertainment One, y se confirmó que será dirigida por Joe Johnston, conocido por su trabajo en The Rocketeer, Jumanji y Capitán América: el primer vengador.